# Wolfgang Stichel
Hans Wolfgang Stichel (* 18. November 1898 in Schöneberg; † 31. Januar 1968 in Berlin-Hermsdorf) war ein deutscher Zoologe und Entomologe.

## Leben
Wolfgang Stichel war der Sohn des zoologisch stark interessierten Eisenbahn-Oberinspektors und Privatgelehrten Hans Stichel, der auch mehrere neue Schmetterlingsarten beschrieb. Wolfgang nahm am Ersten Weltkrieg teil und wurde verwundet. Sein Versehrtheitsgrad wurde auf 75 % festgelegt. Nach dem Studium promovierte Wolfgang Stichel 1923 in Berlin zum Dr. phil. mit einer Arbeit über die Verwandtschaftsbeziehungen innerhalb einer Unterfamilie der Laufkäfer. 1924 war Stichel durch seine Studie über die schützenswerte Flora und Fauna der Pfaueninsel maßgeblich an der Einrichtung des gleichnamigen Naturschutzgebietes beteiligt. Ab 1926 war er Assistent und stellvertretender Leiter der Forschungsstelle für Pelztierkunde bei Heinrich Prell an der Forstlichen Hochschule zu Tharandt (Sachsen), 1927 Kustos der Reichs-Zentrale für Pelztier- und Rauchwaren-Forschung zu Leipzig sowie nebenamtlich Dozent für Zoologie an der Deutschen Kürschner-Schule zu Leipzig, Zuchtbuch- und Geschäftsführer des Silberfuchs- und Edelpelztier-Züchterverbandes in Leipzig und Berlin, seit 1. Februar 1939 wissenschaftlicher Mitarbeiter und Hauptgeschäftsführer des Deutschen Siedlerbundes (Sitz Berlin), Sachverständiger für Kleingartenbau, Kleintierzucht und Schädlingsbekämpfung sowie für Pelzgewinnung und Pelzaufbewahrung. Stichel war darüber hinaus Herausgeber und Verleger zoologischer Zeitschriften, so zum Beispiel seit 1923 Herausgeber und Schriftleiter der „Zeitschrift für wissenschaftliche Insektenbiologie“ und der „Neuen Beiträge zur systematischen Insektenkunde“ sowie Verleger der „Zeitschrift für Säugetierkunde“ seit ihrer Gründung 1926 bis zur letzten Kriegsausgabe 1942.
Wolfgang Stichel denunzierte 1943 seinen Kollegen Walter Arndt wegen kritischer Äußerungen zum Dritten Reich beim Personalsachbearbeiter der Preußischen Geologischen Landesanstalt. Letzterer gab eine entsprechende Meldung an die Gestapo weiter. Trotz mehrerer Gnadengesuche weiterer Kollegen Arndts, unter anderem von Hanns von Lengerken, Ferdinand Sauerbruch, Oskar Heinroth, Katharina Heinroth und Hans Hass, wurde Walter Arndt am 11. Mai 1944 vom Volksgerichtshof verurteilt und am 26. Juni im Zuchthaus Brandenburg-Görden hingerichtet.
Das Schwurgericht Moabit verurteilte Stichel in diesem Zusammenhang am 22. September 1949 zu acht Jahren Zuchthaus und acht Jahren Ehrverlust wegen Verbrechens gegen die Menschlichkeit. Von der Zuchthausstrafe verbüßte er sechs Jahre und acht Monate. 1951 wurde zusätzlich von der Spruchkammer Berlin ein Sühneverfahren gegen Stichel eröffnet. In diesem Verfahren wurde er 1953 zu einer Sühnefrist von eineinhalb Jahren und zur Zahlung einer Geldstrafe in Höhe von 2.000 DM verurteilt. Eine Berufung dagegen wurde 1954 von der Berufungsspruchkammer abgelehnt. Nach Entlassung aus dem Zuchthaus veröffentlichte er von 1955 bis 1962 weiterhin Bücher über Wanzen, hauptsächlich im Selbstverlag. 1966 erschien die von ihm verfasste Broschüre: Till Eulenspiegel, der Eulenspiegelhof in Kneitlingen und die Familie Stichel (Teil 1 der Bausteine zur Chronik und Genealogie der Familien Stichel (Stickel)). Teil 2 erschien nach seinem Tod.

## Wissenschaftliche Leistungen
Wolfgang Stichel ist insbesondere bekannt für seine umfangreichen Arbeiten an Wanzen. Zwischen 1925 und 1938 entstand sein Werk „Illustrierte Bestimmungstabellen der Deutschen Wanzen“. In den Jahren 1955 bis 1962 entstand Band II des Werkes über die Wanzen in Europa. Stichel verfasste 35 Aufsätze über Säugetiere, insbesondere Pelztiere, 50 Aufsätze über Insekten und 8 selbstständige Broschüren und Werke. Ferner arbeitete er an Meyers Lexikon, an Rohstoffe des Tierreichs und am Nomenclator generum et subgenerum mit.